# Miguel Ribeiro Dantas
Miguel Ribeiro Dantas (São José de Mipibu, 9 de maio de 1799 – 14 de junho de 1881), o Barão de Mipibu, foi fazendeiro aristocrata brasileiro. Foi senhor de engenho de açúcar e exerceu influência no cenário regional. Além de ocupar posições políticas e judiciais, foi coronel da Guarda Nacional do Império do Brasil. Em 1877, tornar-se-ia barão por decreto imperial.

## Vida
Miguel Ribeiro Dantas nasceu em 9 de maio de 1799 em São José de Mipibu. Era filho de José da Silva Leite e Joana Maria Dantas e foi batizado em honra de seu avô materno. Passou a infância em São José de Mipibu. Logo, herdou terras com as quais fundou safras e vigiou o enviou de açúcar para Pernambuco através da praia de Pirangi. Casou com sua prima, filha de Antônio Bento Viana, o fundador da vila de Ceará-Mirim. Sua esposa não quis sair dali e Miguel regressou a São José de Mipibu. O filho do casal, batizado em honra ao pai, nasceu em Cerá-Mirim em 1825. Ao regressar, Miguel continuou a administrar a produção do açúcar para produção de mascavo e rapadura a partir de sua sede, o engenho Lagoa de Fumo.
Na política,  Pertencia ao Partido Conservador da época, tornando-se vereador em 1824, 1841 e 1845. Foi ainda juiz ordinário em 1829, presidente de 1833 a 1837 e coronel da Guarda Nacional. Em 28 de março de 1877, por decreto imperial, recebeu o título nobiliárquico de Barão de Mipibu graças à interferência de Amaro Cavalcanti. Em 1879, doou o prédio à Casa da Instrução, que mais tarde receberia seu nome. Miguel faleceu em São José de Mipibu em 14 de junho de 1881.